# モノ湖
モノ湖（Mono Lake）とは、アメリカ合衆国カリフォルニア州モノ郡にある、アルカリ性で非常に塩分濃度の高い塩湖である。
モノ湖は、ロングバレー噴火の時期である少なくとも76万年前に形成されたと考えられている。灰の層の下の堆積物から、モノ湖はネバダ州とユタ州の大部分を占めていたより大きく古い湖の名残であり、北アメリカで最も古い湖の一つであることが示される。『モノ』とは現地のネイティブアメリカンの言葉で『ハエ』を意味する。
モノ湖には周辺から表面流水が流れ込む場所であり、湖からの水の流出はない。そのため、流れ込む水に溶けている塩は湖にたまり、pHと塩分濃度の上昇をもたらしている。湖の水にはカルシウムが大量に溶け込んでおり、湖底からは炭酸水が湧き出しているため、水中では石灰石の柱『TUFA TOWER』（トゥファタワー）が生成されている。ロサンゼル市水道局が1941年から1990年までこの湖を水道の水源として利用し湖面が低下したため、現在は一部のトゥファが水面上に露出しているが、将来的には湖面が昔の水位に戻ることで水没すると考えられている。
モノ湖は、ロングバレーカルデラのモノ・イニョークレーター火山列北端にあたる地質学的に活発な地域にある。地質学的な活動は、シエラネバダ山脈のふもとで断層が生じることで引き起こされており、ベイスン・アンド・レンジの地殻伸張とも関連がある。
モノ湖周辺では火山活動が続いている。最近ではモノ湖のネッジト島で噴火が起きている。

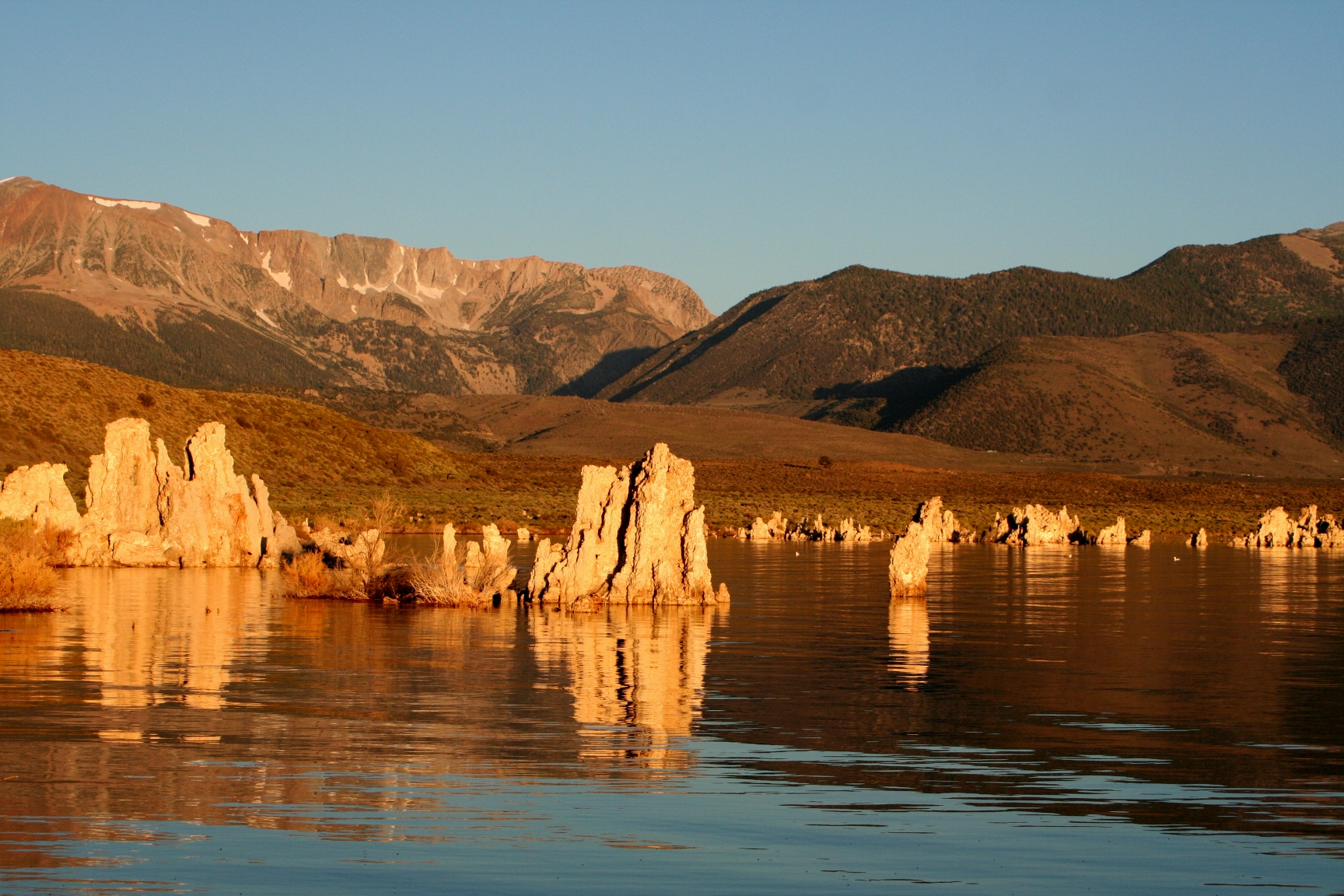
トゥファ（Tufa、石灰華）が立ち並ぶモノ湖の風景
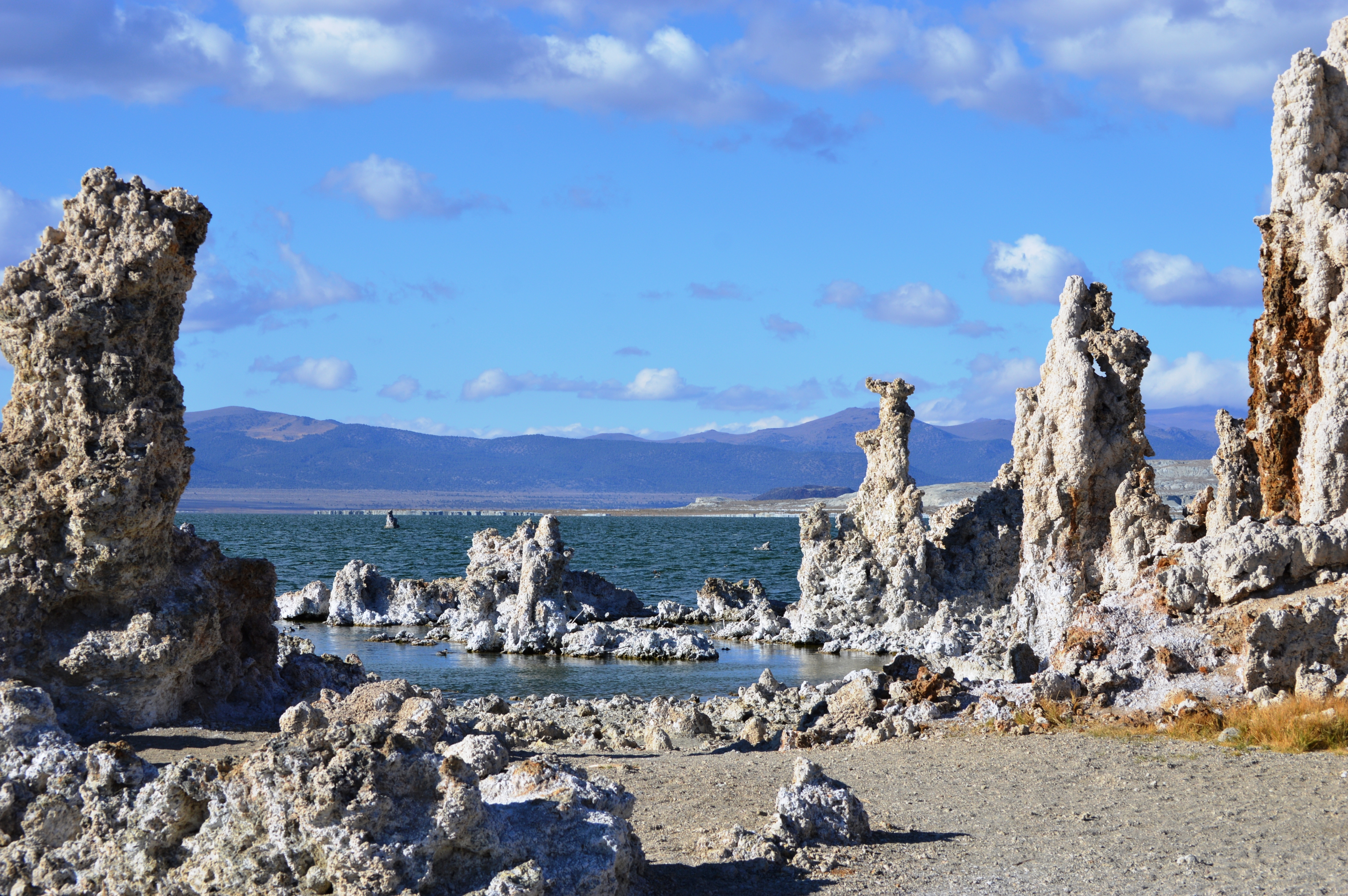
南岸のトゥファ群
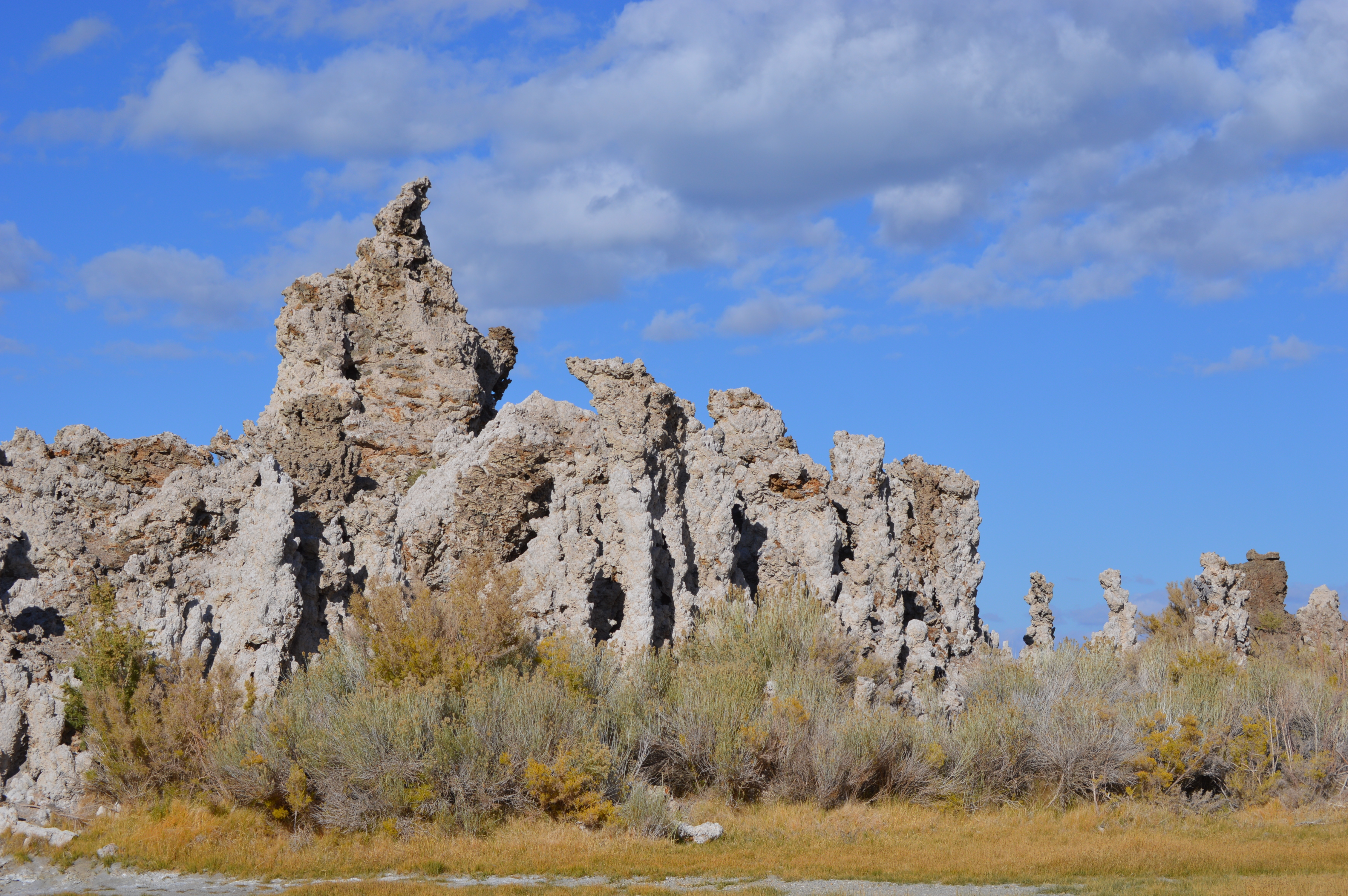
水位低下により地上にむき出しになったトゥファ
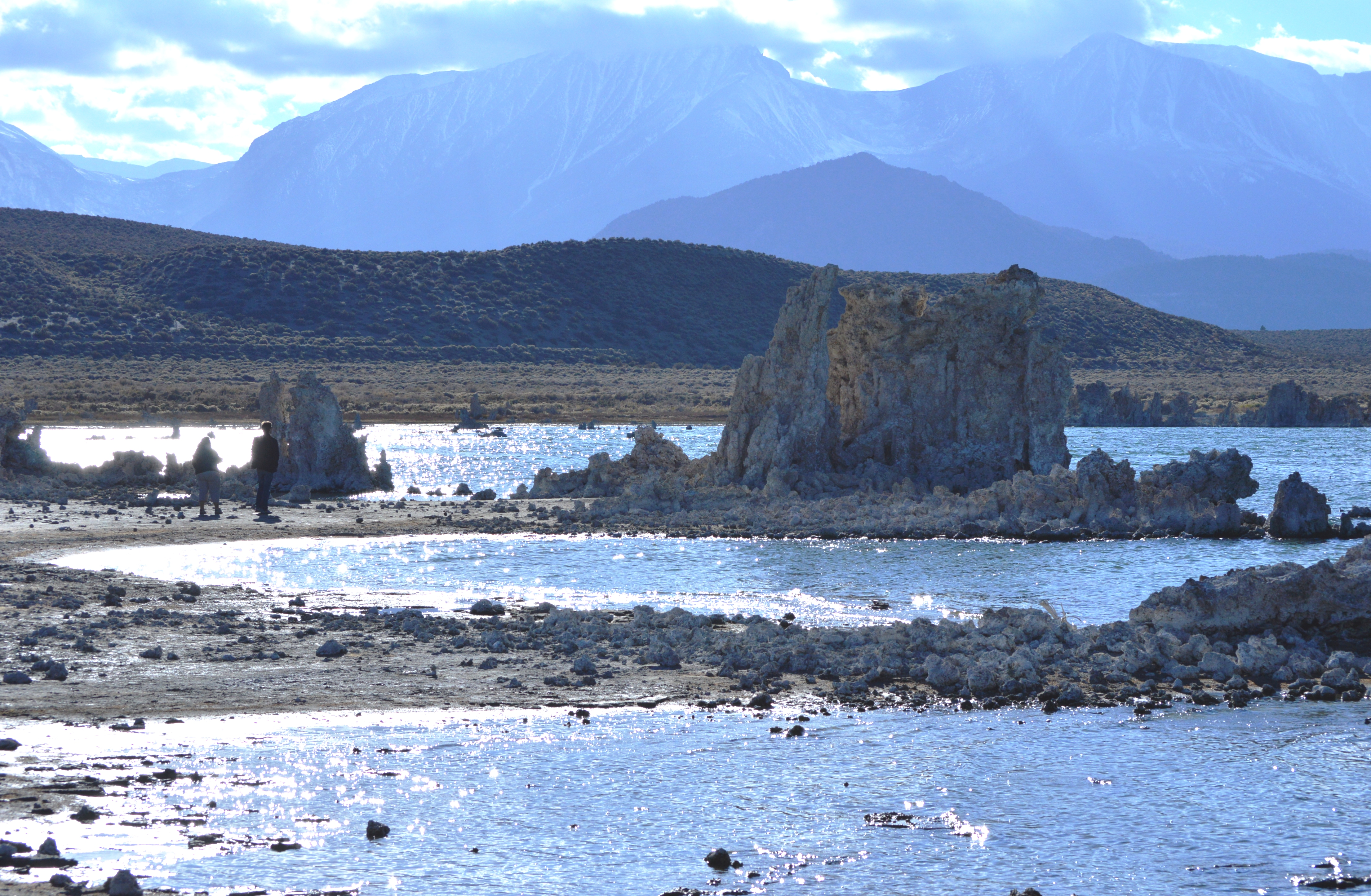
モノ湖の南西岸と西方のシエラネバダ山脈

## 湖の生物とヒ素を用いる細菌の発見
塩分濃度が高いため魚類はいないが、水中にはアルテミアが、湖畔にはアルカリミギワバエが生息しており、これらを捕食する渡り鳥の中継地になっている。 
2010年12月2日、アメリカ航空宇宙局 (NASA) はモノ湖の堆積物の中からヒ素をリンの代わりに用いる細菌「GFAJ-1」を発見したと発表したが、後にこの生物がヒ素を利用することは否定された。